# Ingo J. Diel

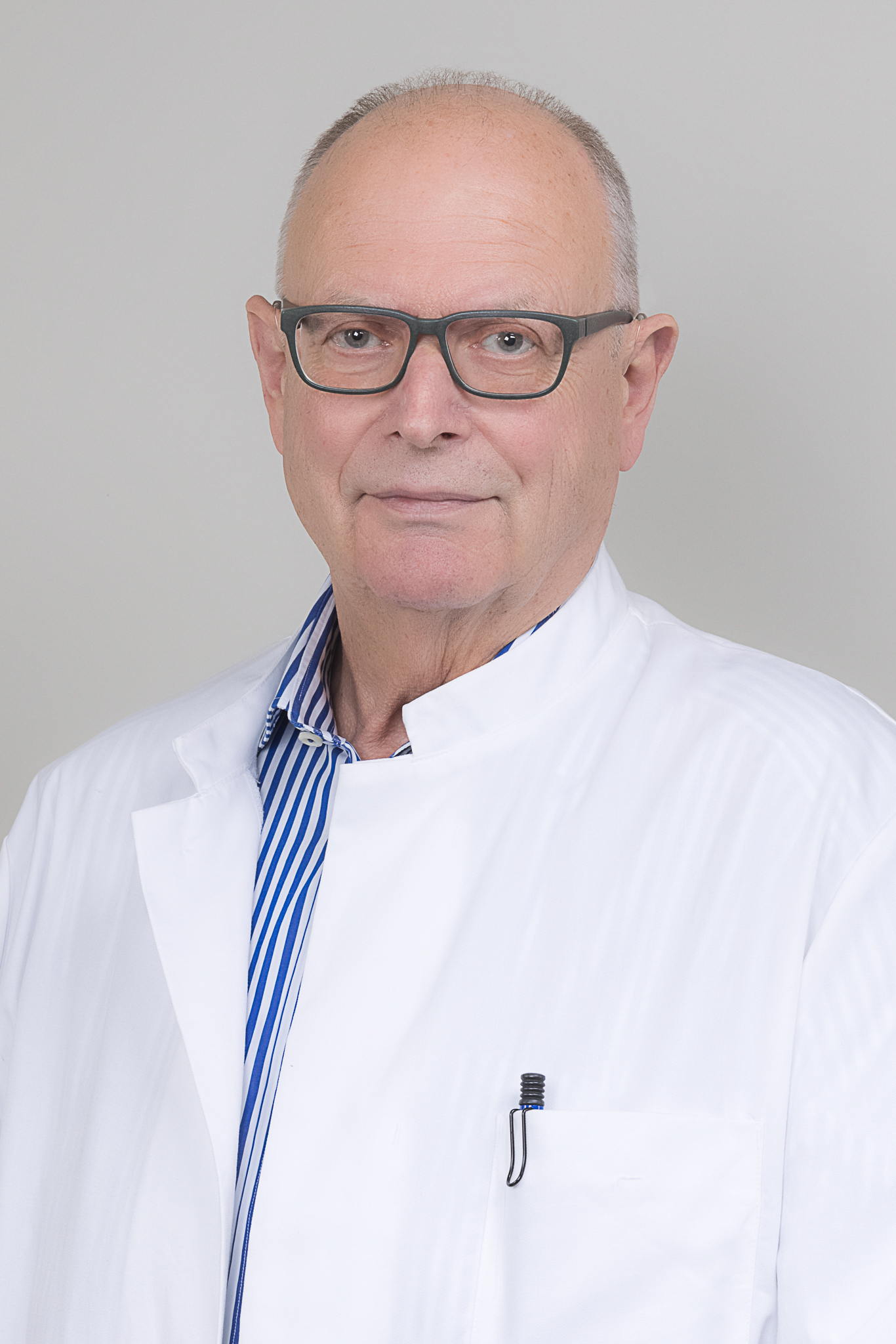
Ingo J. Diel, 2021

Ingo Jakob Diel (* 26. Oktober 1950 in Bingen am Rhein) ist ein deutscher Arzt, Gynäkologe, Gynäkoonkologe, Osteoonkologe und Krebsforscher. Diel erforscht die wechselseitige Beziehung zwischen Tumor, Tumortherapie und Skelett. Seine wissenschaftlichen Arbeiten umfassen auch Forschung zu Knochenschutzpräparaten wie Bisphosphonate und RANK-Ligand-Antikörper (Denosumab).

## Werdegang
Ingo J. Diel ist der Sohn des Landwirts Ingo Diel und seiner Frau Alice (geb. Charlier) und Enkel des Politikers Jakob Diel und verbrachte Kindheit und Jugend auf dem Weingut Schlossgut Diel in Burg-Layen an der unteren Nahe. Er besuchte den humanistischen Zweig des Stefan-George-Gymnasiums in Bingen am Rhein.
Nach dem Abitur arbeitete Diel zunächst in der Krankenpflege in Kliniken in Frankfurt am Main und Heidelberg. Anschließend studierte er Philosophie und seit 1976 Humanmedizin an der Ruprecht-Karls-Universität Heidelberg. Er wurde 1982 unter dem Lehrstuhlinhaber für Pathologie Wilhelm Doerr promoviert. Seine Doktorarbeit am pathologischen Institut beschäftigte sich mit der Etablierung eines Tiermodells zur Erzeugung von Knochenmetastasen (Doktorvater: Burkhart Krempien). Nach zwei Jahren als Assistenzarzt am Institut für Pathologie wechselte Diel an die  Universitätsfrauenklinik Heidelberg (Direktor Gunther Bastert). Sein wissenschaftliches Interesse galt der Erkennung, Prognose und Therapie von Knochenmetastasen bei Frauen mit Brustkrebs. Er etablierte ein Testverfahren zum Nachweis von Tumorzellen im Knochenmark von Frauen mit Mammakarzinom als Prognosefaktor für eine spätere Skelettmetastasierung (heute: Liquid Biopsy). Zu diesem Thema erfolgte auch die Habilitation an der Universitätsfrauenklinik Heidelberg im Jahre 1993. Diel ist seit dieser Zeit in die klinische Erforschung von Knochenschutzpräparaten wie Bisphosphonaten und Denosumab (Osteoprotektiva) involviert. Im August 1998 publizierte er die weltweit erste Arbeit zur Vermeidung von Knochenmetastasen durch Bisphosphonate bei Brustkrebspatientinnen mit Tumorzellen im Knochenmark (The New England Journal of Medicine: Reduction in New Metastases in Breast Cancer with Adjuvant Clodronate Treatment). 1999 folgte die Anerkennung zum Facharzt für Gynäkologie und Geburtshilfe durch die Landesärztekammer Baden-Württemberg sowie die Ernennung zum Apl. Professor. 2001 beendete Diel seine Tätigkeiten in Kliniken und ließ sich in einer Praxis nieder.
Für die Brustkrebszeitschrift  Mama Mia! schreibt Diel seit 2006 alle drei Monate eine Kolumne zum Thema Brustkrebs – „Mythen und Fakten“, die sich vornehmlich an betroffene Frauen richtet.

## Auszeichnungen
Für seine „Pionierleistungen bei der Vorbeugung von Knochenmetastasen durch die Medikamentengruppe der Bisphosphonate“ erhielt Diel 2003 von der Mamazone – Frauen und Forschung gegen Brustkrebs e.V. den Deutschen Patientinnen-Award „Busenfreund 2003“.

## Mitgliedschaften
Diel ist Mitglied in zahlreichen nationalen und internationalen wissenschaftlichen Vereinigungen.
- Deutsche Gesellschaft für Gynäkologie und Geburtshilfe (DGGG)
- Berufsverband der Frauenärzte
- Mitglied (seit 2016 Vorstand) in der Arbeitsgemeinschaft Supportive Maßnahmen in der Onkologie (AGSMO)

## Wissenschaftliche Publikationen
Insgesamt finden sich ca. 200 Aufsätze von Diel in internationalen sowie in deutschen Fachzeitschriften.
- Über die Erzeugung artefizieller Knochenmetastasen mit dem hypercalcämischen Walker Carcinosarcom 256 bei der Ratte, Inaugural-Dissertation, Ruprecht-Karls-Universität Heidelberg 1982, Deutsche National Bibliothek[6]

- Prognostische Bedeutung des Tumorzellnachweises im Knochenmark von Patientinnen mit primärem Mammakarzinom, Habilitationsschrift, Ruprecht-Karls-Universität Heidelberg 1993[7]
- Detection of Tumor Cells in Bone Marrow of Patients With Primary Breast Cancer: A Prognostic Factor for Distant Metastasis. J Clin Oncol 1992;10:1534-1539[8]
- Micrometastatic breast cancer cells in bone marrow at primary surgery: prognostic value in comparison with nodal status. J Natl Cancer Inst 1996;88:1652-166[9]
- Current use of bisphosphonates in oncology. J Clin Oncol 1998:16:3890-3899[10]
- Reduction in new metastases in breast cancer with adjuvant clodronate treatment. N Engl J Med 1998;339:357-63[11]
- Osteoporosis due to cancer treatment. J Clin Oncol 2000;18:1570-1593[12]
- Improved quality of life after long-term treatment with the bisphosphonate ibandronate in patients with metastatic bone disease due to breast cancer. Eur. J. Cancer 2004;40:1704-1712[13]
- A pooled analysis of bone marrow micrometastases in breast cancer. New Engl J Med 2005;353:793-802[14]
- Effectiveness of bisphosphonates on bone pain and quality of life in breast cancer patients with metastatic bone disease: a review. Support Care Cancer. 2007;15:1243-9[15]
- Reduced incidence of distant metastases and lower mortality in 1072 patients with breast cancer with a history of hormone replacement therapy. Am J Obstet Gynecol 2007;196:342.e1-9.[16]
- Adjuvant oral clodronate improves overall survival of primary breast cancer patients with micrometastases to the bone marrow: a long-term follow-up. Ann Oncol 2008;19:2007-11[17]
- Incidence, risk factors, and outcome of osteonecrosis of the jaw: integrated analysis from three blinded active-controlled phase III trials in Cancer patients with bone metastases. Ann Oncol 2012;23:1341-7[18]
- German adjuvant intergroup node-positive study: a phase III trial to compare oral ibandronate versus observation in patients with high-risk early breast cancer. J Clin Oncol. 2013;31:3531-9[19]
- The role of denosumab in the prevention of hypercalcaemia of malignancy in cancer patients with metastatic bone disease. Eur J Cancer 2015;51:1467-75[20]
- Early Breast Cancer Trialists’ Collaborative Group (EBCTCG), Adjuvant bisphosphonate treatment in early breast cancer: Meta-analyses of individual patient data from randomised trials. Lancet. 2015 Oct 3;386(10001):1353-61. Epub 2015 Jul 23.2015[21]
- Safety of long term denosumab therapy: results from the open label extension phase of two phase 3 studies in patients with metastatic breast and prostate cancer. Support Care Cancer. 2016 Jan;24(1):447-55. Epub 2015 Sep 3.[22]

## Bücher
- Metastatic Bone Disease. Fundamental and Clinical Aspects, Springer, Berlin, Heidelberg, New York, 1994.[23]
- Bisphosphonate in der Onkologie, Unimed-Verlag, Bremen, 1999.[24]
- Therapieoptionen bei Knochenmetastasen. S. Karger Verlag. Basel, Freiburg 2007[25]